# Метагидроксид алюминия
Метагидроксид алюминия (метаалюминиевая кислота) — неорганическое соединение, смешанный оксид-гидроксид алюминия с формулой AlO(OH), белый порошок, нерастворимый в воде. Не реагирует с водой.

## Получение
- Нагревание гидроксида алюминия:

{\displaystyle {\mathsf {Al(OH)_{3}\ {\xrightarrow {200^{o}C}}\ AlO(OH)+H_{2}O}}}
- Реакция горячих растворов алюмокалиевых квасцов и аммиака:

{\displaystyle {\mathsf {2KAl(SO_{4})_{2}+6(NH_{3}\cdot H_{2}O)\ {\xrightarrow {100^{o}C}}\ 2AlO(OH)\downarrow +K_{2}SO_{4}+3(NH_{4})_{2}SO_{4}+2H_{2}O}}}
- Реакция горячих растворов хлорида алюминия и аммиака:

{\displaystyle {\mathsf {AlCl_{3}+3(NH_{3}\cdot H_{2}O)\ {\xrightarrow {100^{o}C}}\ AlO(OH)\downarrow +3NH_{4}Cl+H_{2}O}}}
- В природе встречаются минералы диаспор и бёмит — достаточно чистый AlO(OH).

## Физические свойства
Метагидроксид алюминия — белый порошок, образует кристаллы двух модификаций:
- α-AlO(OH) — диаспор, ромбическая сингония, пространственная группа P bnm, параметры ячейки a = 0,443 нм, b = 0,936 нм, c = 0,280 нм, Z = 4, плотность 3,44 г/см³.
- γ-AlO(OH) — бёмит, ромбическая сингония, пространственная группа C mcm, параметры ячейки a = 0,3691 нм, b = 1,224 нм, c = 0,2859 нм, Z = 4, плотность 3,01-3,06 г/см³.

## Химические свойства
- Разлагается при нагревании:

{\displaystyle {\mathsf {2AlO(OH)\ {\xrightarrow {400^{o}C}}\ Al_{2}O_{3}+H_{2}O}}}
- Реагирует с концентрированными растворами кислот:

{\displaystyle {\mathsf {AlO(OH)+3HCl\ {\xrightarrow {\ }}\ AlCl_{3}+2H_{2}O}}}
- и щелочами:

{\displaystyle {\mathsf {AlO(OH)+NaOH+H_{2}O\ \xrightarrow {\ } \ Na[Al(OH)_{4}]}}}
- При сплавлении с щелочами образует метаалюминаты:

{\displaystyle {\mathsf {AlO(OH)+NaOH\ \xrightarrow {t} \ NaAlO_{2}+H_{2}O}}}

## Применение
- Получение оксида алюминия Al2O3.